# Pariquera Açu
Pariquera Açu är en ort i Brasilien.   Den ligger i kommunen Pariquera-Açu och delstaten São Paulo, i den södra delen av landet, 1 000 km söder om huvudstaden Brasília. Pariquera Açu ligger 36 meter över havet och antalet invånare är 13 436.
Terrängen runt Pariquera Açu är platt norrut, men söderut är den kuperad. Pariquera Açu är det största samhället i trakten.
I omgivningarna runt Pariquera Açu växer i huvudsak städsegrön lövskog. Runt Pariquera Açu är det ganska glesbefolkat, med 43 invånare per kvadratkilometer.